# Cloz
Cloz és un municipi italià, dins de la província de Trento. L'any 2018 tenia 676 habitants. Limita amb els municipis de Brez, Dambel, Laurein (BZ), Revò i Romallo.

## Administració
| Període | Identitat   | Partit        |
| ------- | ----------- | ------------- |
| 2004-   | Luca Franch | Llista cívica |